# Зондські острови

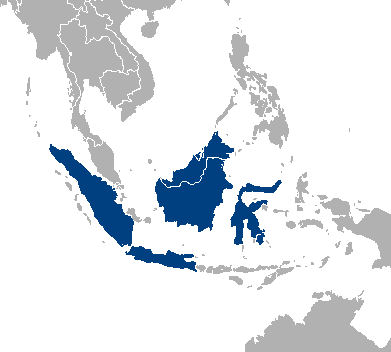
Великі Зондські острови

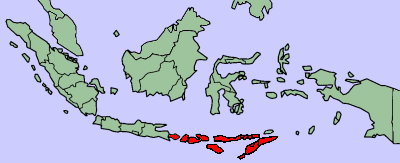
Малі Зондські острови

Зо́ндські острови́ (індонез. Kepulauan Sunda, сунд. Kapuloan Sunda) — група островів у західній частині Малайського архіпелагу в Південно-Східній Азії між Малайським півостровом на заході та островами Банда та Філіппінськими островами на сході. Своєю чергою, поділяється на Великі й Малі зондські острови. Більшість з островів групи належать Індонезії, північна частина острова Калімантан належить Малайзії й Брунею, а східна частина острова Тимор з 2002 року утворює державу Східний Тимор.
Під час останнього льодовикового періоду, коли рівень моря був на 100 м нижче, Зондські острови були об'єднані між собою та з Індокитаєм (дивись Зондський шельф).
Клімат Зондського архіпелагу — екваторіальний і субекваторіальний (у південній частині архіпелагу). Ліси — вічнозелені вологі, в окремих місцях зустрічаються савани. Температура в січні — 24 °C вище нуля, в липні досягає 32 °C вище нуля. Опадів багато. На Калімантані й західному узбережжі Суматри — 3000 мм/рік. У інших районах — 2000 або більше. Дуже багаті рослинний і тваринний світ.
Архіпелаг заселений численними народами різного культурного рівня, що споріднені мовою, говорять мовами індонезійської мовної гілки, що входить у більшу родину австронезійських мов.
Корисні копалини: нафта, олово, боксити, нікель, мідь, марганець, цинк, хром, свинець. 60 % території зайнято лісами з цінними тропічними породами дерев. На Малих Зондських островах землі переважно зайняті сільськогосподарськими угіддями, посівами рису, кукурудзи і технічних культур. У аграрному і промисловому плані найрозвиненішим островом є Ява.

## Географія
Загальна площа архіпелагу понад 1,7 млн км².

### Великі Зондські острови
- Суматра
- Ява
- Борнео
- Сулавесі та прилеглі до них дрібні острови

### Малі Зондські острови
- Балі
- Ломбок
- Сумбава
- Флорес
- Тимор та прилеглі до них дрібні острови.

Великі Зондські острови мають площу 1,5 млн км², Малі Зондські острови — 128 тис. км². Найбільший острів — Калімантан (Борнео) — площа 734 тис. км². Загалом архіпелаг включає понад 3000 островів.
Усі Великі та більшість Малих Зондських островів оточена безліччю дуже дрібних островів. Особливе місце біля Суматри займає архіпелаг Ментаваї (з них найбільший — Сиберут). На сході в групу Селатан-Тимур входять острови Танімбар, Кай та Ару.
Зондські острови омивають такі міжострівні моря:
- Південнокитайське море
- Яванське море
- Море Сулу
- Море Сулавесі
- Море Флорес
- Море Банда
- Море Серам
- Молуккське море
- Тиморське море
- Море Саву
- Арафурське море